# 圣马丹德朗代勒
圣马丹德朗代勒（法語：Saint-Martin-de-Landelles，法語發音：[sɛ̃ maʁtɛ̃ də lɑ̃dɛl]）是法国芒什省的一个旧市镇，属于阿夫朗什区。2016年，圣马丹德朗代勒与市镇维雷和圣伊莱尔迪阿库埃合并为新的圣伊莱尔迪阿库埃。

## 地理
圣马丹德朗代勒（48°32'45"N, 1°10'19"W）面积19.91 平方千米，位于法国诺曼底大区芒什省，该省份为法国西北部沿海省份，西、北、东北三面环大西洋，东起顺时针与卡爾瓦多斯省、奧恩省、马耶讷省和伊勒-维莱讷省接壤。
与圣马丹德朗代勒接壤的市镇（或旧市镇、城区）包括：伊西尼-勒比阿、蒙托、圣乔治德兰唐博、阿姆兰、圣布里斯德朗代勒、圣洛朗德泰尔加特、维雷。

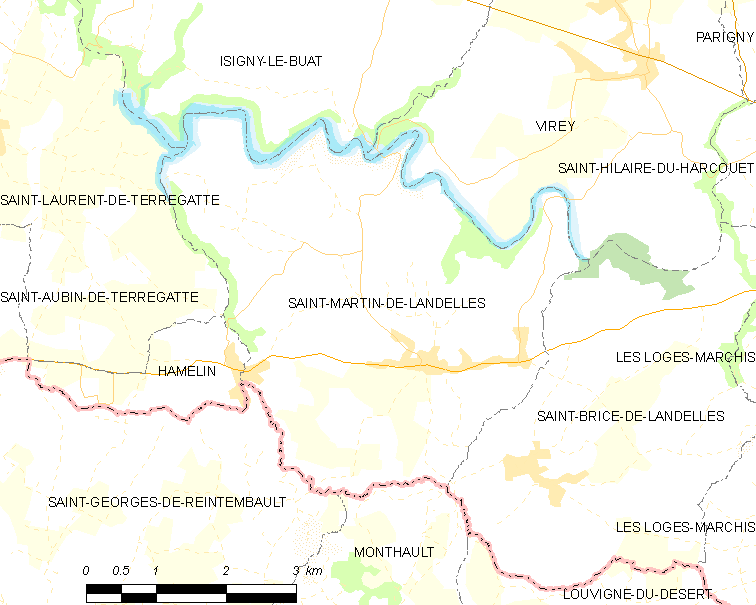
圣马丹德朗代勒的OSM定位图

圣马丹德朗代勒的时区为UTC+01:00、UTC+02:00（夏令时）。

## 行政
圣马丹德朗代勒的邮政编码为50730，INSEE市镇编码为50515。

## 政治
圣马丹德朗代勒所属的省级选区为圣伊莱尔迪阿库埃县。

## 人口

1962-2008年间圣马丹德朗代勒人口变化图示

圣马丹德朗代勒于2018年1月1日时的人口数量为1142人。